# 6,000 Enemies
6,000 Enemies is een filmdrama uit 1939, geregisseerd door George B. Seitz. De première was op 9 juni 1939 en de film duurt 62 minuten. In de film spelen onder andere Walter Pidgeon en Rita Johnson.

## Cast
| Acteur                   | Personage              |
| ------------------------ | ---------------------- |
| Walter Pidgeon           | Steve Donegan          |
| Rita Johnson             | Anne Barry             |
| Paul Kelly               | Dr. Malcolm Scott      |
| Nat Pendleton            | 'Socks' Martin         |
| Harold Huber             | Joe Silenus            |
| Grant Mitchell           | Warden Alvin Parkhurst |
| John Arledge             | Phil Donegan           |
| J.M. Kerrigan            | Dan Barrett            |
| Adrian Morris            | 'Bull' Snyder          |
| Guinn 'Big Boy' Williams | Maxie                  |
| Arthur Aylesworth        | Dawson                 |
| Raymond Hatton           | Yern                   |
| Lionel Royce             | Myers                  |
| Tom Neal                 | Ransom                 |
| Willie Fung              | Wang                   |